# La Trinité-de-Réville
La Trinité-de-Réville es una localidad y comuna francesa situada en la región de Alta Normandía, departamento de Eure, en el distrito de Bernay y cantón de Broglie.
La comuna actual es el resultado de la fusión de las antiguas comunas de La Trinité y de Réville en el año 1842.

## Demografía
| 275 | 256 | 229 | 233 | 190 | 188 |
| Para los censos de 1962 a 1999 la población legal corresponde a la población sin duplicidades (Fuente: INSEE [Consultar]) |     |     |     |     |     |

## Lugares de interés
- La iglesia de La Trinité, con su nave del siglo XV.
- El entorno natural de la situación geográfica de la comuna, en el valle del Charentonne y del Guiel.

## Personalidades relacionadas con la comuna
El actor Jacques Villeret y su mujer Irina Tarassov adquirieron una propiedad en esta comuna en la que pasaron largas temporadas hasta su divorcio en el año 1998.